# یوتی‌ایر اوییشن

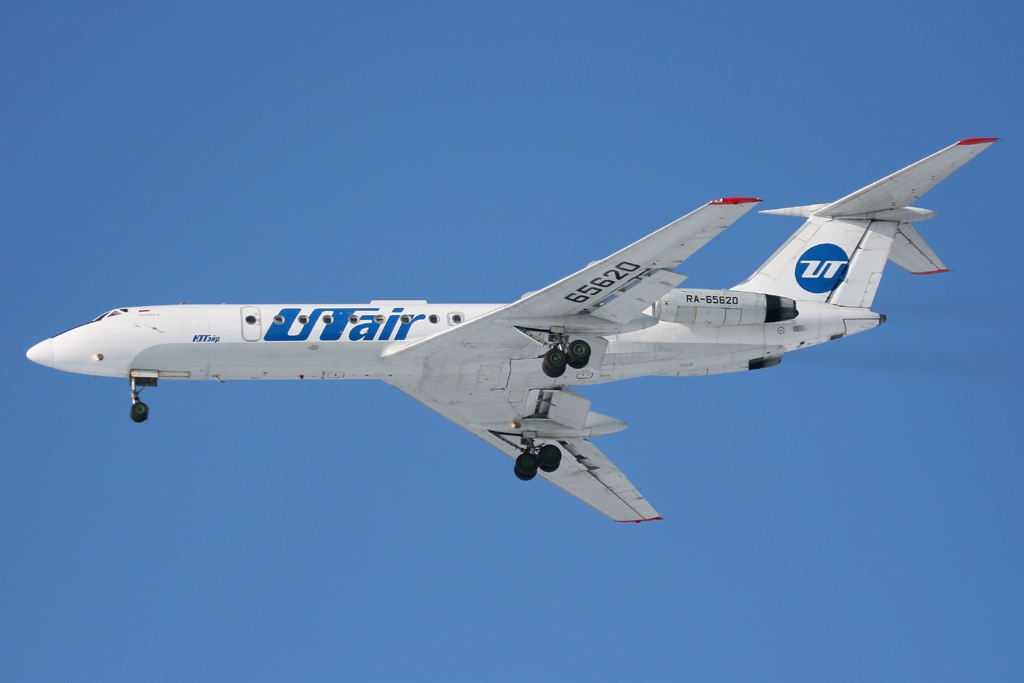
هواپیمای توپولوف ۱۳۴، متعلق به یوتی‌ایر اوییشن

یوتی‌ایر اوییشن (به انگلیسی: UTair Aviation) شرکت هواپیمایی روسی است، که در سال ۱۹۶۷ توسط خطوط هواپیمایی آئروفلوت تأسیس شد و در حال حاضر روزانه به ۷۲ مقصد، در آسیای مرکزی، آسیای جنوبی، آسیای جنوب شرقی، غرب آسیا و اروپا پروازهای مستقیم دارد.
دفتر مرکزی شرکت یوتی‌ایر اوییشن در شهر خانتی-مانسییسک، روسیه قرار دارد و فرودگاه خانتی-مانسییسک، فرودگاه بین‌المللی سورگوت، فرودگاه سیکتیوکار، فرودگاه بین‌المللی ونوکووا، فرودگاه بین‌المللی دوموده‌دوو، فرودگاه بین‌المللی رسچینو و فرودگاه نویابرسک، قطب‌های این شرکت هواپیمایی به‌شمار می‌آیند. شرکت یوتی‌ایر در حال حاضر در ناوگان هوایی خود، دارای ۱۱۵ فروند هواپیمای جت مسافربری می‌باشد. سهام این شرکت، (MCX: UTAR) در بازار بورس مسکو معامله می‌شود.